# مايكه كول-ريشتر
مايكه كول-ريشتر (بالألمانية: Maike Richter )‏ (و. أبريل 1964  م) هي اقتصادية، وكاتبة غير روائية، وصحفية ألمانية، ولدت في زيغن، هي عضوةٌ الاتحاد الديمقراطي المسيحي.

## التعليم
تعلمت في جامعة لودفيغ ماكسيميليان في ميونخ، في تخصص اقتصاد قومي.